# Phyllocarpus
Phyllocarpus là một chi thực vật có hoa trong họ Đậu.